# Hansel y Gretel: cazadores de brujas
Hansel y Gretel: Cazadores de brujas  (en inglés: Hansel & Gretel: Witch Hunters) es una película alemana-estadounidense de fantasía y acción de 2013, dirigida por Tommy Wirkola, distribuida por Paramount Pictures y basada en el clásico cuento de hadas alemán Hansel y Gretel escrito por los hermanos Grimm. El estreno se tenía previsto en Estados Unidos para el 12 de marzo de 2012, pero luego la fecha fue cambiada para el 11 de enero de 2013.
Esta versión cuenta con las actuaciones de Jeremy Renner, Gemma Arterton, Famke Janssen, Thomas Mann, Peter Stormare y Derek Mears en los papeles principales. La historia es la propuesta de una posible continuación del cuento original y fue lanzada en 3-D.

## Argumento
Abandonados por su padre en lo profundo de un bosque, los niños Hansel y Gretel entran en una casa de caramelo y son atrapados por la vieja bruja que vive en ella. La bruja encierra a Hansel en una jaula y le da de comer dulces continuamente mientras hace que Gretel prepare el horno, pero los hermanos son más audaces y empujan a la bruja hacia el fuego dándole muerte. Quince años después del incidente Hansel y Gretel se han convertido en cazadores de recompensas famosos dedicados a exterminar sin piedad a las brujas. Su trabajo es relativamente fácil ya que, por una razón desconocida, son inmunes a sus hechizos y maldiciones. Hansel, sin embargo, es diabético como resultado de su secuestro, y tiene que recibir una inyección de insulina todos los días.
Un día, en la ciudad de Augsburgo, Hansel y Gretel evitan que el Sheriff Berringer ejecute a Mina, una joven acusada de brujería. El alcalde Englemann ha contratado a los hermanos para encontrar y rescatar a los niños secuestrados por las brujas. Berringer, desconfiando de las técnicas de Hansel y Gretel, contrata rastreadores para la misma misión, con la esperanza de recuperar el respeto del Alcalde y poner en tela de juicio a los hermanos. 
Sin embargo, todos menos uno del grupo son asesinados esa noche por la poderosa bruja oscura Muriel, que envía al miembro superviviente de nuevo a la taberna de la ciudad maldita y a punto de estallar como una advertencia a los lugareños. Hansel y Gretel, con la ayuda del diputado Jackson de la Alcaldía, capturan e interrogan a una bruja del aquelarre de Muriel. Descubren que las brujas se preparan para el ritual de la luna de sangre, lo que requiere sacrificar seis niños y seis niñas, cada uno nacido en un mes distinto. De repente Muriel, otra bruja y un trol llamado Edward atacan la ciudad y secuestran a la niña restante. Gretel se enfrenta a Muriel y queda inconsciente como consecuencia de su ataque, pero es llevada a un lugar seguro por un chico llamado Ben, gran admirador de los hermanos y aspirante a cazador de brujas, quien la cuida hasta que recupera el sentido. Al mismo tiempo, Hansel agarra a la bruja secuaz de Muriel huyendo en su escoba, pero se pierde en el bosque.
A la mañana siguiente Hansel se encuentra con Mina, que lo lleva a un manantial de aguas curativas para sanar sus heridas consecuencia de su lucha con la bruja. Mientras tanto, Gretel entra en el bosque en busca de su hermano, pero es asaltada por Berringer y sus hombres que la acusan injustamente de haber atraído a las brujas a su pueblo. Ella es rescatada cuando Edward llega y mata a los hombres, entre ellos al Sheriff, y se la lleva para reparar sus heridas. Cuando Gretel le pregunta por qué la había salvado, la respuesta de Edward es que los troles sirven a las brujas y se marcha. Hansel y Gretel se reúnen en una cabaña abandonada que resulta ser su casa de la infancia. Descubren que bajo el suelo se escondía la guarida de una bruja un tanto diferente de las que estaban acostumbrados a ver. Muriel aparece frente a ellos, diciéndoles la verdad sobre su pasado y el supuesto abandono de sus padres.
Ella revela que la madre de Hansel y Gretel fue una gran bruja blanca llamada Adrianna, casada con un granjero y que les había lanzado un hechizo especial para protegerles de las maldiciones de las brujas oscuras, de ahí que sean inmunes a sus poderes. También les cuenta que en la noche de la luna de sangre se necesita el corazón de una bruja blanca para crear una poción que hace que las brujas sean inmunes al fuego, para que así nada pueda destruirlas. Como Adrianna era demasiado poderosa, Muriel había dirigido a las brujas hacia Gretel durante la anterior luna de sangre. Muriel difundió un rumor en todo el pueblo sobre Adrianna y su práctica de la brujería. Para mantener a los hermanos lejos de la turba de aldeanos, su padre les dejó en el bosque antes de ser ahorcado, mientras que su madre fue quemada en la hoguera. A raíz de esta revelación comienza la batalla entre Muriel y los hermanos; ella apuñala a Hansel y secuestra a Gretel para la ceremonia. Hansel despierta y ve a Mina curando su herida con magia y descubre que es otra bruja blanca, al igual que su madre y Gretel. 
Ben acude para ayudarles a rescatar a Gretel y Mina usa un hechizo para bendecir el arsenal de los hermanos y así evitar que las brujas oscuras se protejan con sus varitas. Hansel, Mina y Ben se embarcan para interrumpir el ritual de la luna de sangre. El grupo descubre a las brujas reunidas en un aquelarre en la ladera de la montaña esperando a que el eclipse lunar se produzca y se preparan para atacarlas. Mientras Mina fulmina a docenas de brujas con una ametralladora Gatling, Hansel lucha contra las secuaces de Muriel y libera a los niños, mientras que Edward desafía a Muriel y salva a Gretel, tras lo cual es arrojado por la bruja al precipicio. Muriel intenta huir, pero Ben dispara a su escoba y se estrella contra el suelo. En su camino para reunirse con Hansel, Gretel encuentra a Edward y usa su taser a modo de desfibrilador para devolverlo a la vida. Hansel, Ben y Mina siguen el rastro de Muriel y descubren la casa de dulce donde ellos estuvieron secuestrados cuando eran niños. 
Durante el enfrentamiento, Muriel lucha con Mina después de haber dejado a Hansel y a Ben malheridos en el suelo. Muriel apuñala de muerte a Mina antes de que Gretel llegue por fin a la casa. Los hermanos participan en una lucha agotadora contra Muriel dentro de la casa de caramelo, hasta que logran decapitarla con una pala. Al final, Hansel y Gretel recogen el resto de su recompensa por el rescate de los niños antes de embarcarse en su próxima cacería, con Ben y Edward uniéndose a su causa para exterminar a todas las brujas oscuras.

## Reparto
- Jeremy Renner como Hansel.
- Gemma Arterton como Gretel.
- Thomas Mann como Benjamin "Ben" Walser.
- Famke Janssen como la bruja Muriel.
- Pihla Viitala como Mina.
- Derek Mears como Edward.
- Peter Stormare como el Sheriff Berringer.
- Rainer Bock como Alcalde Englemann.
- Bjørn Sundquist como Jackson.
- Ingrid Bolsø Berdal como la bruja con cuernos.
- Joanna Kulig como la bruja pelirroja.
- Zoë Bell como la bruja Tall.
- Christian Rubeck como el rastreador Jonathan, uno de los cazadores de brujas.
- Cedric Eich como Hansel de niño.
- Alea Sophia Boudodimos como Gretel de niña.
- Monique Ganderton como la bruja de la casa de caramelo.
- Robin Atkin Downes como Edward (voz).
- Thomas Scharff como el padre de Hansel y Gretel.
- Kathrin Kühnel como Adrianna, madre de Hansel y Gretel.

## Producción
El director, Tommy Wirkola, tuvo la idea de crear una película basada en la vida adulta de Hansel y Gretel en 2007. Después de ser descubierto por Gary Sánchez Productions, Wirkola lanzó la idea en una reunión con Paramount Pictures y ganó un contrato. La producción comenzó en marzo de 2011 en los Babelsberg Studios en Alemania e incluía un amplio uso de efectos especiales tradicionales. Además, luego de ser elegidos en sus respectivos roles, Renner y Arterton tuvieron un mes de entrenamiento antes para prepararse para las exigencias físicas de sus roles. En cuanto a las armas y vestuario, Wirkola quería un viejo mundo con un toque moderno, y él se mostró inflexible sobre la filmación al aire libre en la naturaleza europea y no en un estudio. El proyecto fue filmado en Alemania y contó con un reparto y un equipo internacional.
La filmación comenzó en marzo de 2011 y se llevó a cabo en Potsdam-Babelsberg y en la ciudad de Braunschweig, Alemania. El 3 de diciembre de 2011, la revista Entertainment Weekly publicó el primer póster de la película.

En una entrevista realizada en 2009, Wirkola afirmó: "Es una película de terror, de acción y aventuras que encuentra a Hansel y Gretel quince años después (de su primer incidente con la bruja); han crecido hasta convertirse en despiadados cazadores de brujas. Sangre y acción no faltarán en esta película."

La actriz sueca Noomi Rapace fue elegida para protagonizar esta película interpretando a la Gretel del título, pero finalmente fue la británica Gemma Arterton la escogida el 5 de enero de 2011 para encargarse del rol femenino.

El 9 de enero de 2011 se confirmó que Famke Janssen se había unido al reparto para encarnar a la líder de las brujas, quien las dirigiría en un plan para acabar con los hermanos.

La actriz noruega Ingrid Bolso Berdal se unió al elenco el 23 de febrero de 2011, confirmando que tendría el papel de una de las brujas.

El 21 de marzo de 2011 Derek Mears confirmó que se unía al reparto en el rol de un troll. 

Los efectos visuales de la película fueron creados usando mayormente efectos prácticos, complementados por imágenes generadas por computadora (CGI) creadas por Hammerhead VFX.
Originalmente estaba programada para estrenarse en marzo de 2012, pero el lanzamiento de la película se retrasó unos diez meses para que no coincidiera con otras dos películas en las que Renner también actuaba, The Avengers y The Bourne Legacy. Además, esto dio tiempo a Wirkola para rodar una escena poscréditos.

## Crítica
Hansel y Gretel: Cazadores de brujas fue en general recibida de manera negativa por los críticos, que atacaron en particular lo que ellos vieron como un guion débil y un excesivo uso de violencia gratuita. Sin embargo, críticos del género de terror fueron más positivos, y afirmaron que la película era "entretenimiento sin pretensiones".